# Trigonostemon pierrei
Trigonostemon pierrei là một loài thực vật có hoa trong họ Đại kích. Loài này được Gagnep. miêu tả khoa học đầu tiên năm 1922 publ. 1923.